# Кофи, Антубам
Антубам Кофи (14 апреля 1922 — 3 апреля 1964, Ачимота, около Аккры) — ганский монументалист, скульптор, художник, теоретик искусства, педагог, Общественный деятель, воодушевленный прогрессивными демократическими идеями. Один из создателей ганской национальной школы живописи. Все его произведения выполнены в традициях народного ганского искусства.

## Биография
Начал рисовать с шестилетнего возраста. В декабре 1936 года окончил среднюю школу, впоследствии два года учился в государственной школе в Нигерии. В 1938—1946 годах изучал сначала педагогику, а затем искусство в Ачимоте, впоследствии начал работать школьным учителем.

## Творчество
В августе 1948 года провёл свою первую выставку. В том же году поступил в Художественную школу Голдсмитс-колледжа при Лондонском университете, которую окончил в 1950 году. В 1962 году стал преподавателем в художественной школе в Ачимоте. В 1950-е годы выполнил резные деревянные рельефы, украсившие фасады здания парламента в ганской столице Аккре; примерно в то же время занимался росписью части стен здания ООН в Женеве, Швейцария. С 1959 по 1961 год создал серию гравюр на дереве, посвящённую жизни и быту народов Ганы. В 1962 году в Берлине прошла выставка его работ.

## Известные произведения
- Деревянные рельефы на фасаде парламента в Аккре (50-е гг.);
- Росписи здания ООН в Женеве (1960—1962),
- Серия гравюр на дереве «Жизнь и быт африканского народа» (1959—1961).